# Mihail Mihajlovič Golicin
Knez Mihail Mihajlovič Golicin (starejši) (rusko Михаи́л Миха́йлович Голи́цын, finsko Miihkali Miihkalinpoika Golitsin), ruski general-feldmaršal, vojskovodja in plemič, * 1647 (1675?), Moskva, † 1730.
Mihail Mihajlovič je bil brat Dimitrija (1665–1737), kijevskega gubernatorja.

## Življenje
Golicin je med letoma 1695 in 1696 sodeloval v azovskih pohodih. Vodil je rusko vojsko v rusko-švedski vojni (severna vojna) in premagal Švede leta 1708. Med letoma 1712 in 1721 se je vojskoval na Finskem. Čin general-feldmaršala je prejel leta 1725. Leta 1728 je postal predsednik Vojaškega kolegija in član Vrhovnega tajnega sovjeta.